# 高曦苑
高曦苑（英語：Ko Hei Court）是香港房屋委員會一個興建中的居屋屋苑，位於觀塘區油塘碧雲道5號。
屋苑由房屋署總建築師（2）負責總體設計、劉榮廣伍振民建築師事務所負責細部設計，承建商為興勝創建，預計2028年完工。

## 歷史
此屋苑用地前身為一幅政府、機構或社區用地，而政府曾於1988年建議在現址興建精神復元人士宿舍。然而，有關方案被鄰近安老院院友及部分公屋居民反對，其後計劃亦不了了之，用地亦一直閒置。
因應房屋供應緊張，規劃署於2013年決定改劃此用地，以興建660伙資助房屋，當時預計可於2019/20年度落成。及後，因規劃問題，此屋苑連同毗鄰未命名居屋最終於2020年才開始平整，並於三年後才動工興建。

## 屋邨資料
屋苑設有一座，共有43層（包括基座，但不包括天台），提供864伙單位，單位面積介乎於375-478平方呎。
此屋苑已納入「居屋2024」出售 ，於2024年10月3日至23日間接受申請，其後於同年12月12日攪珠，翌年5月29日開始揀樓。

### 樓宇
| 樓宇名稱 | 樓宇類型                    | 落成年份 | 樓宇層數 | 每層伙數 | 單位總數（伙） | 建築師                                       | 總承建商 （地基承建商） | 提供升降機的廠商 |
| -------- | --------------------------- | -------- | -------- | -------- | -------------- | -------------------------------------------- | ----------------------- | ---------------- |
| 高曦苑   | 非標準設計大廈 （其他類型） | 2028年   | 43       | 24       | 864            | 房屋署總建築師（2） 劉榮廣伍振民建築師事務所 | 興勝創建 （金門建築）   | 通力             |

### 配套設施
屋苑平台設有休憩花園，另外基座分別設2層有蓋停車場，以及6層安老院。
其他配套方面，屋苑附近設有三座商場（鯉魚門廣場、大本型及廣田商場）；此外，屋苑附近亦設有小巴站，而最近的港鐵站則為油塘站，需步行5分鐘到達。

## 施工圖集

平整前的高曦苑用地（2018年）
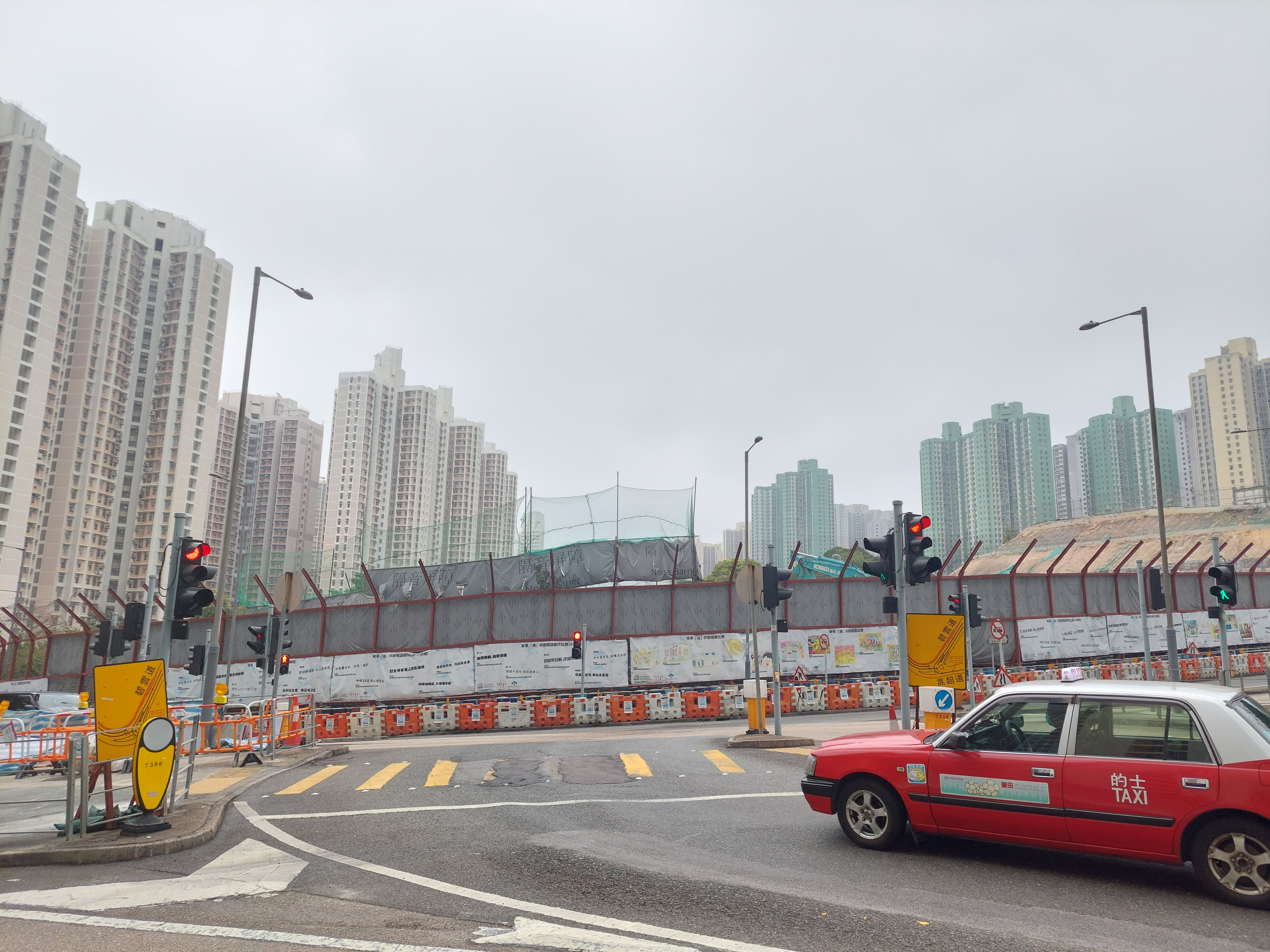
平整後的高曦苑用地（2023年3月）
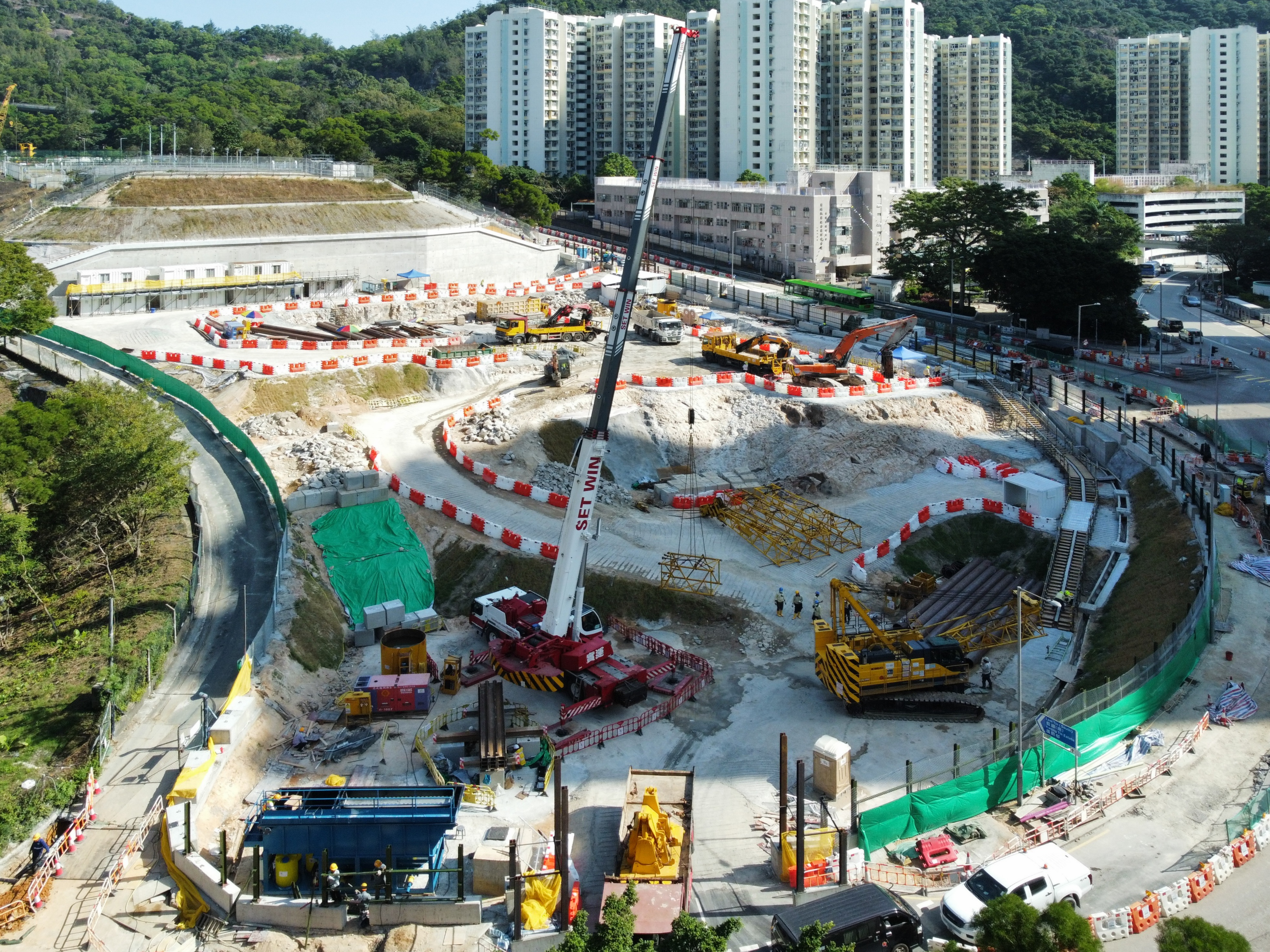
正挖掘嵌岩地基（2023年11月）
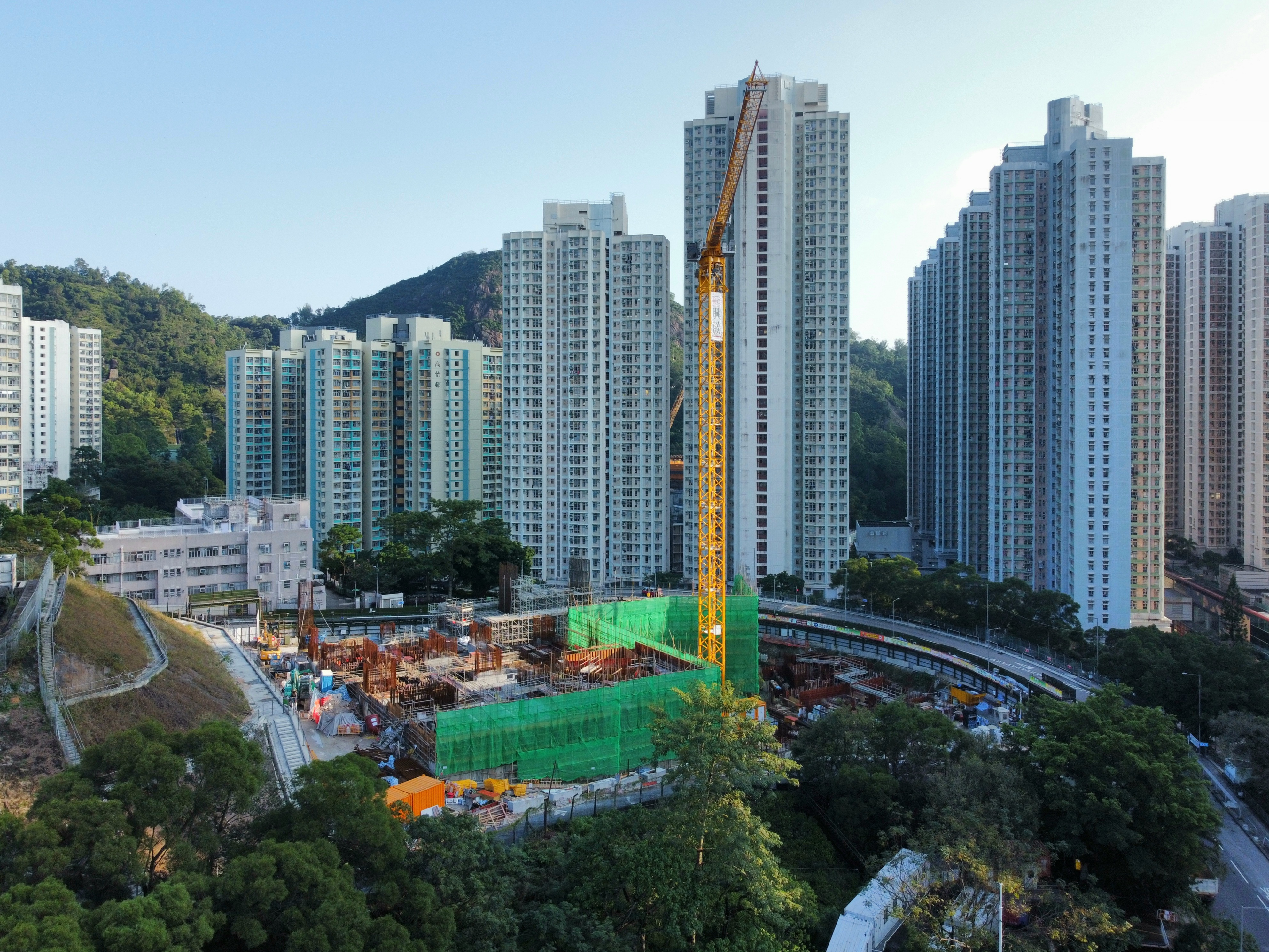
開始興建基座（2024年11月）

## 鄰近地方
- 碧雲道A地盤居屋（興建中）
- 高翔苑
- 高俊苑
- 高怡邨
- 油美苑、油翠苑及鯉魚門廣場
- 香港道教聯合會圓玄學院陳呂重德紀念學校
- 佛教何南金中學
- 聖安當女書院

## 註解
1. ↑  包括基座各層，但不包括天台